# یازو سیتی (میسیسیپی)
یازو سیتی (به انگلیسی: Yazoo City) شهری در ایالت میسیسیپی کشور ایالات متحده آمریکا است که جمعیت آن در سرشماری سال ۲۰۱۰ میلادی، ۱۱٬۴۰۳
نفر بوده‌است.